# Kirchenkreis Steinfurt-Coesfeld-Borken
Der Evangelische Kirchenkreis Steinfurt-Coesfeld-Borken ist einer von 26 Kirchenkreisen innerhalb der Evangelischen Kirche von Westfalen. Amtssitz ist die Stadt Steinfurt. Insgesamt gehören ca. 80.000 evangelische Gemeindeglieder in 20 Kirchengemeinden zum Kirchenkreis.

## Geographische Lage
Der Evangelische Kirchenkreis Steinfurt-Coesfeld-Borken liegt im Bundesland Nordrhein-Westfalen im Gebiet der Landkreise Steinfurt, Coesfeld und Borken im westlichen Münsterland. Flächenmäßig ist der Kirchenkreis mit 2578 km² der zweitgrößte der 27 Kirchenkreise der Evangelischen Kirche von Westfalen. Der weitläufige Raum des Kirchenkreises reicht von Anholt und Werth im Südwesten bis Saerbeck im Nordosten, von Gronau im Nordwesten bis Dülmen im Südosten. Im Norden grenzt der Kirchenkreis an den Kirchenkreis Tecklenburg, im Osten an den Kirchenkreis Münster, im Süden an die Kirchenkreise Recklinghausen und Gladbeck-Bottrop-Dorsten, im Südwesten an den Kirchenkreis Wesel der Ev. Kirche im Rheinland und im Westen an die Niederlande, zu denen es eine 108 km lange gemeinsame Grenze von Gronau bis Anholt gibt.

## Geschichte

### Die Anfänge
Im Kirchenkreis gibt es zwei Gebiete mit langer protestantischer Tradition. 1544 wurde durch Graf Arnold II. von Bentheim-Steinfurt die Reformation in Burgsteinfurt und Gronau eingeführt. Das Grafenhaus war zuerst lutherisch, ab 1575 reformiert. Durch die 1588 gegründete Hohe Schule zu Burgsteinfurt wurde das Territorium zu einer Hochburg des Calvinismus. Bei der Neuorganisation des Kirchenwesens in der preußischen Provinz Westfalen kamen beide Gemeinden zunächst zum 1818 gegründeten Kirchenkreis Tecklenburg.
Die Herrschaft Gemen wurde 1558 evangelisch, die Gemeinde Werth (bei Isselburg) 1567. Bocholt, das dem Hochstift Münster unterstand, hatte seit 1556 eine evangelische Ratsmehrheit und 1564 einen evangelischen Stadtpfarrer berufen. 1569 wurden die ‚ketzerischen‘ Geistlichen jedoch wieder vertrieben. 1611 kam es zu einem Tumult der Gilden, als der Besuch des ev. Gottesdienstes im benachbarten Werth verboten wurde. Es bestand jedoch durchgehend eine evangelische Gemeinde, auch wenn sie lange Zeit keine eigenen Pfarrer hatte. Das benachbarte Dorf Suderwick war fast gänzlich reformiert, die Bewohner mussten aber den Gottesdienst in Dinxperlo jenseits der Grenze zu den Niederlanden besuchen. Die evangelischen Gemeinden aus dem Südwesten des heutigen Kirchenkreises gehörten ab 1817 zunächst zum Kirchenkreis Wesel in der rheinischen Provinzialkirche, wurden aber 1872 an den neugegründeten Kirchenkreis Münster abgegeben.
In den übrigen Orten des Hochstifts Münster konnten sich erst ab dem 19. Jahrhundert evangelische Gemeinden bilden, auf dem Lande erst nach 1945.

### Auf- und Ausbau
Am 1. April 1953 wurde der Kirchenkreis unter dem Namen „Steinfurt“ begründet. Der größte Teil des Gebiets hatte zuvor zum 1872 gegründeten Kirchenkreis Münster gehört; Steinfurt, Gronau, Ochtrup und Emsdetten kamen aus dem Kirchenkreis Tecklenburg hinzu. Seit dem 1. Januar 1972 führte der Kirchenkreis die Bezeichnung „Steinfurt-Coesfeld“ und seit dem 1. Mai 1987 heißt er „Steinfurt-Coesfeld-Borken“.

### Heute
Mit den Kirchenkreisen Münster und Tecklenburg wurde ein gemeinsamer Gestaltungsraum gebildet. Seit 2020 werden die drei Kirchenkreise von dem gemeinsamen Kreiskirchenamt Münsterland/Tecklenburger Land in Münster verwaltet.

## Struktur
Die Synode des Kirchenkreises ist die Vertretung der Kirchengemeinden. Die Kreissynode wählt die Mitglieder des Kreissynodalvorstandes, der den Kirchenkreis zwischen den Kreissynoden leitet. Vorsitzender ist der Superintendent.
Derzeitige Superintendentin ist Susanne Falcke.

## Kirchen und Gemeinden
Zum Ev. Kirchenkreis Steinfurt-Coesfeld-Borken gehören 20 Kirchengemeinden.
| Bild | Kirche                                          | Ort                     | Gemeinde                | Bemerkungen |
| ---- | ----------------------------------------------- | ----------------------- | ----------------------- | ----------- |
|      | Christuskirche                                  | Ahaus                   | Ahaus                   |             |
|      | Gnadenkirche                                    | Legden                  | Ahaus                   |             |
|      | Johanneskirche                                  | Schöppingen             | Ahaus                   |             |
|      | Magdalenenkirche                                | Heek                    | Ahaus                   |             |
|      | Evangelisches Kirchenzentrum „Vom guten Hirten“ | Billerbeck              | Billerbeck              |             |
|      | Christuskirche                                  | Bocholt                 | Bocholt                 |             |
|      | Apostelkirche                                   | Bocholt                 | Bocholt                 |             |
|      | Auferstehungskirche                             | Steinfurt-Borghorst     | Borghorst-Horstmar      |             |
|      | Erlöserkirche                                   | Horstmar                | Borghorst-Horstmar      |             |
|      | Matthäuskirche                                  | Laer                    | Borghorst-Horstmar      |             |
|      | Martin-Luther-Kirche                            | Borken                  | Borken                  |             |
|      | Große Kirche                                    | Steinfurt-Burgsteinfurt | Burgsteinfurt           |             |
|      | Kleine Kirche                                   | Steinfurt-Burgsteinfurt | Burgsteinfurt           |             |
|      | Kapelle Friedenau                               | Steinfurt-Friedenau     | Burgsteinfurt           |             |
|      | Evangelische Kirche am Markt                    | Coesfeld                | Coesfeld                |             |
|      | Christuskirche                                  | Dülmen                  | Dülmen                  |             |
|      | Martin-Luther-Kirche                            | Emsdetten               | Emsdetten               |             |
|      | Gustav-Adolf-Kirche                             | Emsdetten               | Emsdetten               |             |
|      | Die Arche (Saerbeck)                            | Saerbeck                | Emsdetten               |             |
|      | Johanneskirche                                  | Borken-Gemen            | Gemen                   |             |
|      | Pauluskirche                                    | Heiden                  | Gemen                   |             |
|      | Kreuzkirche                                     | Velen                   | Gemen                   |             |
|      | Lukaskirche                                     | Raesfeld                | Gemen                   |             |
|      | Gnadenkirche                                    | Gescher                 | Gescher-Reken           |             |
|      | Friedenskirche                                  | Reken                   | Gescher-Reken           |             |
|      | Evangelische Stadtkirche                        | Gronau                  | Gronau                  |             |
|      | Evangelische Kirche Epe                         | Gronau-Epe              | Gronau                  |             |
|      | Christuskirche                                  | Nordwalde               | Nordwalde-Altenberge    |             |
|      | Friedenskirche                                  | Altenberge              | Nordwalde-Altenberge    |             |
|      | Kirche „Unter dem Kreuz“                        | Nottuln                 | Nottuln                 |             |
|      | Evangelische Kirche Ochtrup                     | Ochtrup                 | Ochtrup-Metelen         |             |
|      | Dankeskirche                                    | Metelen                 | Ochtrup-Metelen         |             |
|      | Matthäuskirche                                  | Borken-Weseke           | Oeding                  |             |
|      | Johanneskirche                                  | Südlohn-Oeding          | Oeding-Stadtlohn-Vreden |             |
|      | Markuskirche                                    | Borken-Burlo            | Oeding-Stadtlohn-Vreden |             |
|      | Paul-Gerhardt-Haus                              | Rhede                   | Rhede                   |             |
|      | Evangelisch-reformierte Kirche Suderwick        | Bocholt-Suderwick       | Suderwick               |             |
|      | Evangelische Kirche Vreden                      | Vreden                  | Oeding-Vreden-Stadtlohn |             |
|      | Pauluskirche                                    | Stadtlohn               | Oeding-Vreden-Stadtlohn |             |
|      | Evangelische Kirche Werth                       | Isselburg-Werth         | Werth-Anholt            |             |
|      | Friedenskirche                                  | Isselburg-Anholt        | Werth-Anholt            |             |

## Einrichtungen des Kirchenkreises
Im Kreiskirchenamt in Burgsteinfurt (Bohlenstiege 34) befindet sich der Sitz der Superintendentur.
Der Ev. Kirchenkreis Steinfurt-Coesfeld-Borken unterhält folgende kreiskirchlichen Dienste:
- Kirchenmusik
- Schulreferat
- Familien- und Erwachsenenbildung
- Kindertageseinrichtungen
- Männerarbeit
- Öffentlichkeitsreferat
- Diakonisches Werk
- Beauftragung für Spiritualität und Geistliches Leben

Eine Evangelische Jugendbildungsstätte, deren Einzugsbereich weit über die Grenzen des Kirchenkreises hinaus reicht, befindet sich in Nordwalde. Sie war vorher in Trägerschaft des Kirchenkreises und wird seit dem Jahr 2019 vom "Verein für Evangelische Jugendpflege e.V." verwaltet.

## Entwicklung der Gemeindegliederzahlen
| Jahr | Gemeinden | Gemeindeglieder |
| ---- | --------- | --------------- |
| 1953 | 15        | 60.000          |
| 1980 | 18        | 70.000          |
| 2008 | 21        | 89.000          |
| 2019 | 20        | 81.969          |

## Superintendenten
| von  | bis  | Name             |
| ---- | ---- | ---------------- |
| 1953 | 1964 | Friedrich Brune  |
| 1964 | 1968 | Ernst Kochs      |
| 1969 | 1978 | Walter Nolting   |
| 1978 | 1988 | Walter Wahlbrink |
| 1988 | 1996 | Hans-Werner Pohl |
| 1996 | 2004 | Rolf Krebs       |
| 2004 | 2021 | Joachim Anicker  |
| 2021 | …    | Susanne Falcke   |